# Lahošť
Lahošť (en allemand : Loosch) est une commune du district de Teplice, dans la région d'Ústí nad Labem, en République tchèque. Sa population s'élevait à 687 habitants en 2021.

## Géographie
Lahošť se trouve à 6 km au sud-ouest du centre de Teplice, à 21 km à l'ouest-sud-ouest d'Ústí nad Labem et à 78 km au nord-ouest de Prague.
La commune est limitée par Jeníkov au nord-ouest et au nord, par Teplice à l'est, par Zabrušany au sud-est et par Duchcov au sud-ouest.

## Histoire
La première mention écrite de la localité date de 1360.

## Transports
Par la route, Lahošť se trouve à 6 km de Teplice, à 25 km d'Ústí nad Labem et à 99 km de Prague.